# Neferkare VII.
Neferkare VII. je bil tretji faraon staroegipčanske Devete dinastije, ki je vladal v prvem vmesnem obdobju okoli leta 2140 pr. n. št. Na Torinskem seznamu kraljev je vpisan v registru 4.20, na Abidoškem in Sakarskem seznamu pa ni omenjen. Njegovega obstoja ne potrjuje nobena arheološka najdba.
Priimek Neferkare kaže, da se je imel za zakonitega naslednika Pepija II. Neferkareja iz Šeste dinastije. Ime  Neferkare VII. je dobil zato, ker je zelo verjetno sedmi faraon s tem imenom, čeprav se večino njegovih predhodnikov imenuje s kombinacijo njihovega imena in priimka, na primer Neferkare Nebi ali Neferkare Pepiseneb.
Tega sicer nedokazanega vladarja Herakleopolisa Magne so različni znanstveniki istovetili s kraljem Ka-nefer-rejem, ki je omenjen v nekaj nejasnih in nepovezanih grobnih napisih herakleopolskega nomarha Anktifija in princa El-Mo 'alla približno 30 km južno od Teb.
Če sta bila Neferkare in Kaneferre ista oseba, je iz Anktifijevega napisa razvidno, da je njegova oblast segala najmanj do Elefenatine, Edfuja in Hierakonpolisa, glavnih mest prvih treh nomov v Gornjem Egiptu. Napis je po drugi strani vprašljiv zaradi enostavne izjave »Hor prinese/je prinesel/bi lahko prinesel (dobro) poplavo svojemu sinu Ka-nefer-Reju.« Napis je med znanstveniki povzročil nesoglesja glede slovničnega časa in posledično vprašanja, ali je Ka-nefer-Re živel v Anktifijevi mladosti ali v času opisanih dogodkov in, če ni bil kralj pred Anktifijevim časom, kdo je potem vladal iz Memfisa proti koncu Starega kraljestva.

## Vir
- William C. Hayes: The Cambridge Ancient History, vol 1, part 2, 1971 (2008), Cambridge University Press, ISBN 0-521-077915, str. 464–465.